# West Bromwich Albion
West Bromwich Albion (offiziell: West Bromwich Albion Football Club) – auch bekannt als West Brom, The Baggies oder The Throstles (deutsch Die Drosseln) – ist ein Fußballverein aus West Bromwich im Metropolitan Borough Sandwell der West Midlands, England. Er wurde 1878 von Sprungfedernfabrikarbeitern gegründet und ist einer der bekanntesten Fußballvereine aus dem Großraum Birmingham (West Midlands).

## Geschichte
1878 wurde von Arbeitern des Salter’s Spring Works der Verein West Bromwich Strollers gegründet. Aus diesem entwickelte sich der heutige Klub. Am 23. November des gleichen Jahres kam es zum ersten Spiel des Teams gegen eine Auswahl von Arbeitern der lokalen Seifenfabrik. Die Partie endete 0:0-Unentschieden. Beide Mannschaften liefen mit je 12 Spielern in der Startformation auf. Ende 1879 oder erst 1880 kam es zu Umbenennung in den noch heute gültigen Vereinsnamen.
1888 war West Bromwich Albion eines der Gründungsmitglieder der englischen Football League.

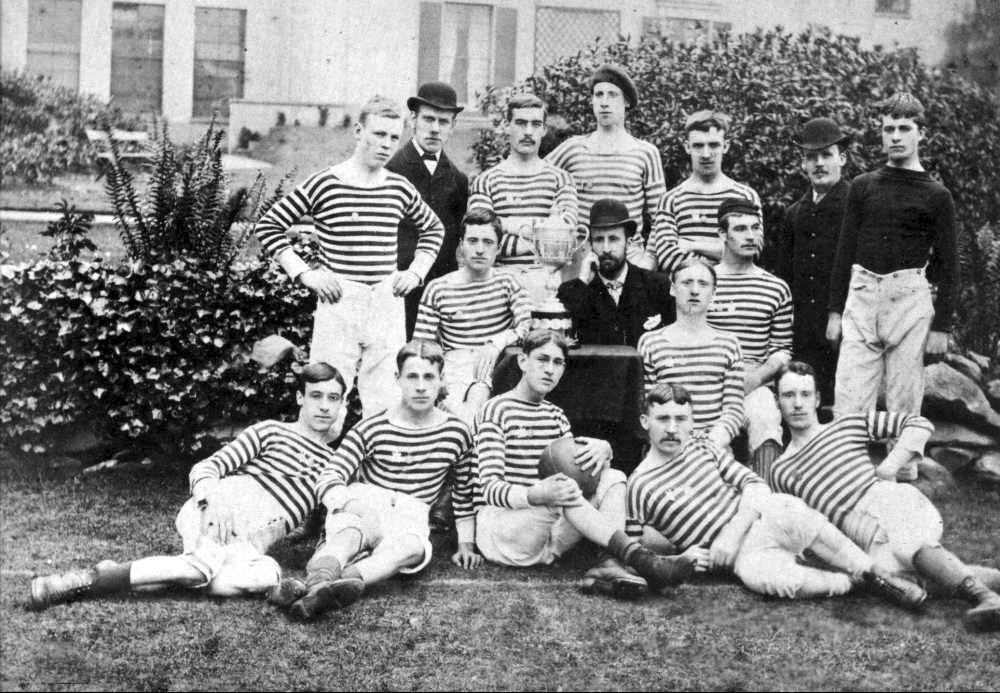
Das Albion-Team im Jahre 1883. Das wohl erste Mannschaftsbild des Teams.

Der Verein war 1957 die erste britische Mannschaft, die in der Sowjetunion ein Spiel gewann und 1978 die erste britische Mannschaft, die in der Volksrepublik China spielte. Während der Reise durch China wurde ein Spieler (wohl John Trewick) gefragt, was er über die Chinesische Mauer denke. Seine berühmte Antwort war: „Wenn du eine Mauer gesehen hast, hast du alle gesehen.“
Am Ende der Saison 2001/02 stieg WBA erstmals seit Mitte der 1980er Jahre wieder in die Premier League auf, stieg allerdings in der Folgesaison 2002/03 direkt wieder ab. Dem Abstieg folgte der erneute Wiederaufstieg in die Premier League in der Saison 2003/04.
In der Saison 2004/05 sollten der Verein und die Fans eines der selten gewordenen Fußballwunder erleben: Vor dem letzten Spieltag war WBA mit 31 Punkten Tabellenletzter, schon zur Winterpause lag das Team hoffnungslos auf dem letzten Rang. Davor lagen der FC Southampton (32 Punkte), Crystal Palace (32 Punkte) und auf dem rettenden 17. Tabellenplatz Norwich City mit 33 Punkten. Am letzten Spieltag verlor Norwich beim FC Fulham mit 0:6, Southampton verlor sein Heimspiel gegen Manchester United mit 1:2 und Crystal Palace kam bei Charlton Athletic trotz 2:1-Führung 8 Minuten vor Schluss letztlich nicht über ein 2:2 hinaus. Da West Bromwich Albion 2:0 gegen den FC Portsmouth gewann, verbesserte sich die Mannschaft um drei Tabellenplätze und konnte so den Klassenerhalt sichern. Nie zuvor konnte eine Mannschaft, die zur Jahreswende so aussichtslos Tabellenletzter war, den Abstieg noch verhindern. Der 15. Mai 2005 ging als „Das Wunder von West Bromwich“ (oder: „The Great Escape“, in Anlehnung an den gleichnamigen Spielfilm) in die Geschichte des Vereins, der Stadt und des englischen Fußballs ein.
In der Saison 2005/06 stieg West Bromwich Albion allerdings in die zweite Liga ab. WBA strebte in der Saison 2006/07 den direkten Wiederaufstieg an, doch eine Schwächeperiode im März verhinderte dies. In der Saison 2007/08 gelang das ersehnte Comeback: ein 2:0-Auswärtssieg bei den Queens Park Rangers am letzten Spieltag sicherte den Aufstieg und gleichzeitig die Meisterschaft der zweithöchsten Spielklasse („Championship“). Der Verbleib dauerte aber erneut nur ein Jahr; bereits nach Ablauf der Saison 2008/09 musste der Klub als Tabellenletzter in die Zweitklassigkeit zurückkehren.
Dort gelang es der nach dem Abstieg nur geringfügig veränderten Mannschaft, von Beginn an einen Spitzenplatz zu belegen. Am Ende erreichte man 91 Punkte und damit Platz zwei hinter Newcastle United und somit erneut den direkten Wiederaufstieg.
Am 5. August 2016 gab West Brom den Abschluss einer Vereinbarung über den Verkauf des Klubs an die chinesische Investorengruppe Yunyi Guokai (Shanghai) Sports Development Limited bekannt, die von dem Unternehmer Guochuan Lai kontrolliert wird.
Unter Trainer Slaven Bilić machte das Team am letzten Spieltag der EFL Championship 2019/20 durch ein 2:2 gegen die Queens Park Rangers den Wiederaufstieg in die Premier League perfekt. Mitte Dezember 2020 trennte sich der Verein, als Tabellenvorletzter, von Trainer Bilić. Auch die Assistenztrainer Dean Računica und Danilo Butorović sowie First Team Coach Julian Dicks müssen den Verein verlassen. Slaven Billićs Nachfolger als Cheftrainer von West Bromwich Albion wurde der ehemalige Trainer von Crystal Palace und des FC Everton, Sam Allardyce. Er erhielt einen Vertrag bis zum 30. Juni 2022.

## Name
Der Name bezieht sich auf die antike Bezeichnung für England, Albion. Der ursprüngliche Spitzname The Throstles kam zustande, da sie eine Drossel auf dem Trikot trugen. Für den allgemein benutzten Spitznamen The Baggies gibt es diverse Erklärungsmodelle und geht möglicherweise auf etwas übergroß erscheinende („baggy“) Hosen zurück, die sie möglicherweise in den 1930ern einmal trugen.

## Spielstätten
Die ersten Vereinsjahre waren durch zahlreiche Änderungen der Spielstätten geprägt. In den ersten zwei Jahren 1878/79 war Cooper’s Hill der Spielort. In den darauf folgenden zwei Saisons wechselte man zwischen Cooper’s Hill und dem Dartmouth Park hin und her. In der Saison 1881/82 wiederum spielte man am Bunn’s Field, auf dem 1500 bis maximal 2000 Zuschauer Platz fanden. Ab 1885 spielte man an der Stoney Lane. In dieser Phase erlebte der Verein mit dem Gewinn des FA Cups die erfolgreichste Zeit.
Zu Beginn des 20. Jahrhunderts benötigte der Verein allerdings ein größeres Stadion. Im Gegensatz zu den bisherigen Spielstätten sollte das Stadion außerhalb der Stadt liegen. Das erworbene Grundstück musste als erstes jedoch von Weißdorn befreit werden. Aufgrund dieser Tatsache trägt das Stadion auch heute noch den Namen „The Hawthorns“. Unter den Fans heißt es, dass die gastierende Auswärtsmannschaft wortwörtlich im Weißdorn Gebüsch spielen muss. Am 3. September 1900 fand das erste Spiel im neuen Stadion statt. Das Spiel gegen Derby County endete schließlich mit 1:1 unentschieden. In den nächsten Jahrzehnten wurde das Stadion schließlich schrittweise ausgebaut. So wurden 1920 die ersten Tribünen am Spielfeldrand errichtet und 1949 folgten bereits elektrische Drehkreuze an den Eingängen um die exakte Zuschauerzahl feststellen zu können. Den FA-Cup Viertelfinalsieg (3:1) am 6. März 1937 gegen den FC Arsenal verfolgten 64815 Zuschauer live im Stadion, was bis heute die höchste Zuschauerzahl im „The Hawthorns“ ist. 1957 wurden schließlich Flutlichtmasten installiert. In den 90er Jahren wurden schließlich die letzten Stehplätze in Sitzplätze umgewandelt, was auch zu Lasten der Kapazität ging. Heute bietet das Stadion 26500 Zuschauern Platz. Die letzte Neuerung am Stadion fand mit der Installation einer Videoleinwand 2002 statt. Im Übrigen ist das Hawthorns das höchstgelegene Stadion aller 92 Premier League und Football League Klubs (168 m über dem Meeresspiegel).

## Kader der Saison 2024/25
Stand 22. Dezember 2024
| Nr. |                              | Position | Name            |
| --- | ---------------------------- | -------- | --------------- |
| 1   | England                      | TW       | Alex Palmer     |
| 2   | England                      | AB       | Darnell Furlong |
| 3   | England                      | AB       | Mason Holgate   |
| 4   | Ungarn                       | MF       | Callum Styles   |
| 5   | England                      | AB       | Kyle Bartley    |
| 6   | Nigeria                      | AB       | Sami Ajayi      |
| 7   | England                      | ST       | Jed Wallace     |
| 8   | Irland                       | MF       | Jayson Molumby  |
| 9   | Nigeria                      | ST       | Josh Maja       |
| 10  | England                      | MF       | John Swift      |
| 11  | Kongo Demokratische Republik | ST       | Grady Diangana  |
| 12  | Vereinigte Staaten           | ST       | Daryl Dike      |
| 14  | Norwegen                     | AB       | Torbjørn Heggem |

| Nr. |            | Position | Name              |
| --- | ---------- | -------- | ----------------- |
| 15  | England    | AB       | Caleb Taylor      |
| 17  | Mali       | MF       | Ousmane Diakité   |
| 18  | England    | ST       | Karlan Grant      |
| 19  | England    | ST       | Lewis Dobbin      |
| 20  | Serbien    | MF       | Uroš Račić        |
| 21  | Nordirland | AB       | Paddy McNair      |
| 22  | Irland     | ST       | Michael Johnston  |
| 23  | England    | TW       | Joe Wildsmith     |
| 24  | Italien    | AB       | Gianluca Frabotta |
| 27  | England    | MF       | Alex Mowatt       |
| 30  | England    | TW       | Ted Cann          |
| 31  | England    | MF       | Tom Fellows       |
| 44  | Jamaika    | ST       | Devante Cole      |

## Erfolge
- Englische Fußballmeisterschaft
  - Meister: 1920
  - Vize-Meister: 1925, 1954
  - Dritter: 1979

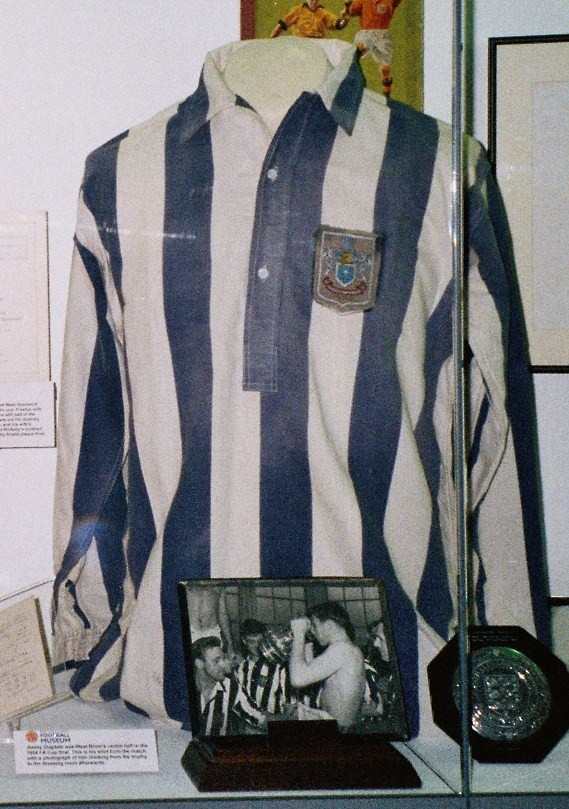
Trikot aus dem gewonnenen FA-Cup-Finale 1954

- Second Division/First Division/EFL Championship
  - Meister: 1902, 1910, 2008
  - Vize-Meister: 1931, 1949, 2002, 2004, 2010, 2020
  - Dritter: 1909, 1976
- Englischer Fußballpokal (FA Cup)
  - Sieger: 1888, 1892, 1931, 1954, 1968
  - Finalist: 1886, 1887, 1895, 1912, 1935
- Englischer Fußball-Ligapokal
  - Sieger: 1966
  - Finalist: 1967, 1970
- Englischer Fußball-Superpokal (FA-Community-Shield)
  - Sieger: 1920, 1954
  - Finalist: 1931, 1968
- Europapokal der Pokalsieger
  - Viertelfinale 1968/69
- UEFA-Pokal
  - Viertelfinale 1978/79

## Statistiken und Rekorde

### Spieler mit den meisten Toren
Hinweis: nur offizielle Wettkämpfe (inkl. Einwechslungen) – Die Angaben in Klammern stehen für die insgesamt absolvierten Spiele. Sonstige Spiele meint das Community Shield, Weltpokal, europäischer Supercup
| #  | Name               | Liga      | FA Cup  | Ligapokal | Sonstige | Summe     |
| -- | ------------------ | --------- | ------- | --------- | -------- | --------- |
| 1  | Tony Brown         | 218 (574) | 27 (54) | 17 (47)   | 17 (45)  | 279 (720) |
| 2  | Ronnie Allen       | 208 (415) | 42 (23) | 0 (0)     | 3 (1)    | 234 (458) |
| 3  | William Richardson | 202 (320) | 26 (34) | 0 (0)     | 0 (0)    | 228 (354) |
| 4  | Jeff Astle         | 137 (292) | 14 (23) | 19 (28)   | 4 (18)   | 174 (361) |
| 5  | Derek Kevan        | 157 (262) | 16 (29) | 0 (0)     | 0 (0)    | 173 (291) |
| 6  | Joe Carter         | 145 (414) | 10 (37) | 0 (0)     | 0 (0)    | 155 (451) |
| 7  | Tommy Glidden      | 135 (445) | 5 (33)  | 0 (0)     | 0 (1)    | 140 (479) |
| 8  | Bob Taylor         | 113 (324) | 4 (10)  | 6 (22)    | 8 (21)   | 131 (377) |
| 9  | Fred Morris        | 112 (263) | 4 (20)  | 0 (0)     | 2 (4)    | 118 (287) |
| 10 | Cyrille Regis      | 82 (237)  | 10 (25) | 16 (28)   | 4 (12)   | 112 (302) |